# Kirche der Überführung der Reliquien des Hl. Nikolaus (Šuljam)

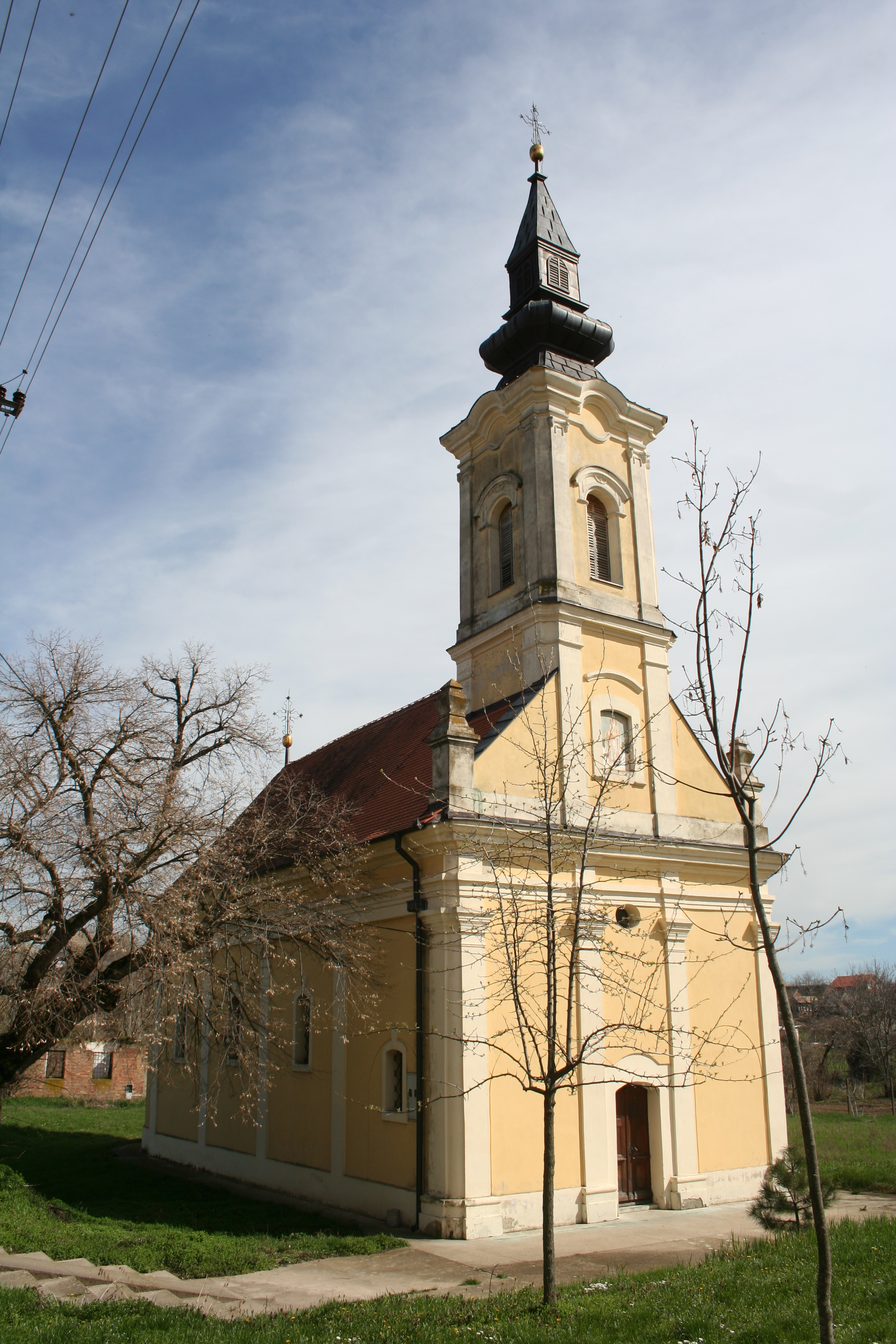
Kirche der Überführung der Reliquien des Hl. Nikolaus in Šuljam

Die Kirche der Überführung der Reliquien des Hl. Nikolaus (serbisch: Црква преноса моштију Светог оца Николаја, Crkva prenosa moštiju Svetog oca Nikolaja) im Dorf Šuljam, in der Opština Sremska Mitrovica, ist eine serbisch-orthodoxe Kirche in der nordserbischen autonomen Provinz Vojvodina.
Das 1769 oder 1779 erbaute Kirchengebäude ist zu Ehren der Überführung der Reliquien des hl. Vaters Nikolaus geweiht und ist die Pfarrkirche der Kirchengemeinde und Pfarrei Šuljam im Dekanat Sremska Mitrovica, der Eparchie Srem, der Serbisch-Orthodoxen Kirche.
Als unbewegliches Kulturgut besitzt die Kirche den Status eines Kulturdenkmals von großer Bedeutung und steht unter staatlichem Schutz.

## Lage
Das Dorf Šuljam liegt etwa 16 Kilometer nördlich der Gemeindehauptstadt Sremska Mitrovica, nicht weit von den Südhängen der Fruška Gora entfernt, in der Landschaft des Srem. Die Kirche steht im Dorfzentrum an der Straße Školska ulica Nr. 4.
In Nachbarschaft zur Kirche stehen, die Dorfgrundschule, der Dorfkindergarten, die Dorfambulanz, die Dorfpost und das Haus der lokalen Gemeinschaft. Im nicht umzäunten Kirchhof stehen neben der Kirche nur einige Bäume. Unweit östlich der Kirche fließt der Bach Ralinac.

## Geschichte

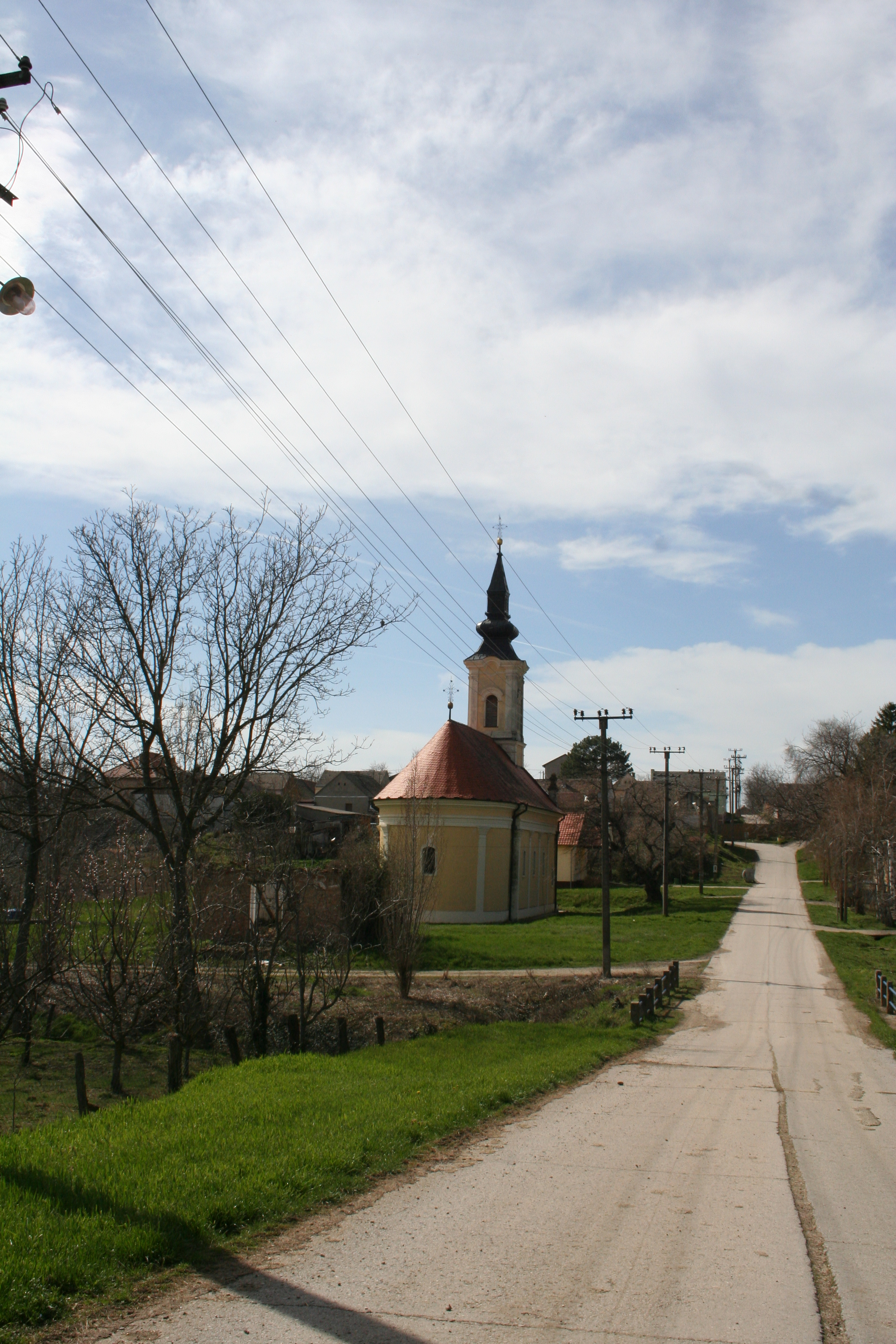
Ostseite der Kirche und Umgebung

In der Gegend um das Dorf befand sich einst das serbisch-orthodoxe Kloster Šuljam aus dem Mittelalter.
Im Dorf stand früher eine alte Kirche, die der Legende nach von hl. Erzbischof Maksim von Serbien, im weltlichen Leben Đorđe Branković, erbaut wurde. Noch im Jahre 1702 wird diese vom hl. Maksim gestiftete „alte und schöne“ Kirche erwähnt. 
Möglicherweise handelt es sich hierbei um die gleiche Kirche, deren Schutzpatron der hl. Nikolaus war und deren Bestehen aus zuverlässigen historischen Quellen im Jahr 1733 bekannt ist. Im Bericht der Visitationskommission der Metropolie Karlovci aus dem Jahr 1733 wurde die Existenz eines mit Holzschindeln gedeckten Gotteshauses aus Weidengeflecht erwähnt.
Das heutige Kirchengebäude wurde entweder 1769 oder 1779, in der zweiten Hälfte des 18. Jahrhunderts erbaut, während der Kirchturm unter der Leitung von Jakov Marc 1845 hinzugefügt wurde.
Die Holzschnitzereien der Ikonostase in barocken Stilformen mit Elementen des Rokoko sind das Werk eines unbekannten Meisters bzw. einer Werkstatt aus der Zweiten Hälfte des 18. Jahrhunderts. Die Seitentüren der Ikonostase wurden später geschaffen, auch der Baldachin über den Thronikonen gehört zu den Innenschnitzereien. Die Ikonen der Ikonostase und die ersten Wandmalereien der Kirche wurden 1778 vom Maler Nikolaj Petrović gemalt, über den Thronikonen von Jesus Christus und des hl. Johannes des Täufers befinden sich diesbezüglich entsprechende Notizen.
Die Renovierung der Ikonostase und das Neubemalen der Wandmalereien im Kircheninneren wurden durch den Maler Matej Petrović durchgeführt, worüber der Vertrag mit der Kirchengemeinde aus dem Jahr 1832 erhalten geblieben ist. Im Altar und im Kirchenschiff sind Wandmalereien und weitere Ikonen desselben Meisters erhalten.
Die Ikonostase ist in einen Sockel, die Reihe der Thronikonen mit den carske dveri (Haupttür der Ikonostase) und den zwei Nebentüren, sowie in vier weitere Zonen unterteilt. 
Im Zweiten Weltkrieg wurde das Gotteshaus verwüstet. Die Kirche wurde im sozialistischen Jugoslawien am 1. Februar 1969 zum Kulturdenkmal erklärt.
In den 1970er Jahren wurden Konservierungsarbeiten durchgeführt. Am 30. Dezember 1991 erfolgte die Kategorisierung der Kirche und das Kirchengebäude wurde zu einem Kulturdenkmal von großer Bedeutung erhoben. Die Ikonostase wurde 2001 gereinigt und inzwischen wurden das Äußere und das Innere der Kirche umfassend renoviert.
Am 27. April 2025 hielt der Bischof der Eparchie Srem, Vasilije, mit der Assistenz von mehreren Geistlichen und dem Dasein von vielen Gläubigen die hl. hierarchische Liturgie in der Kirche.

## Architektur

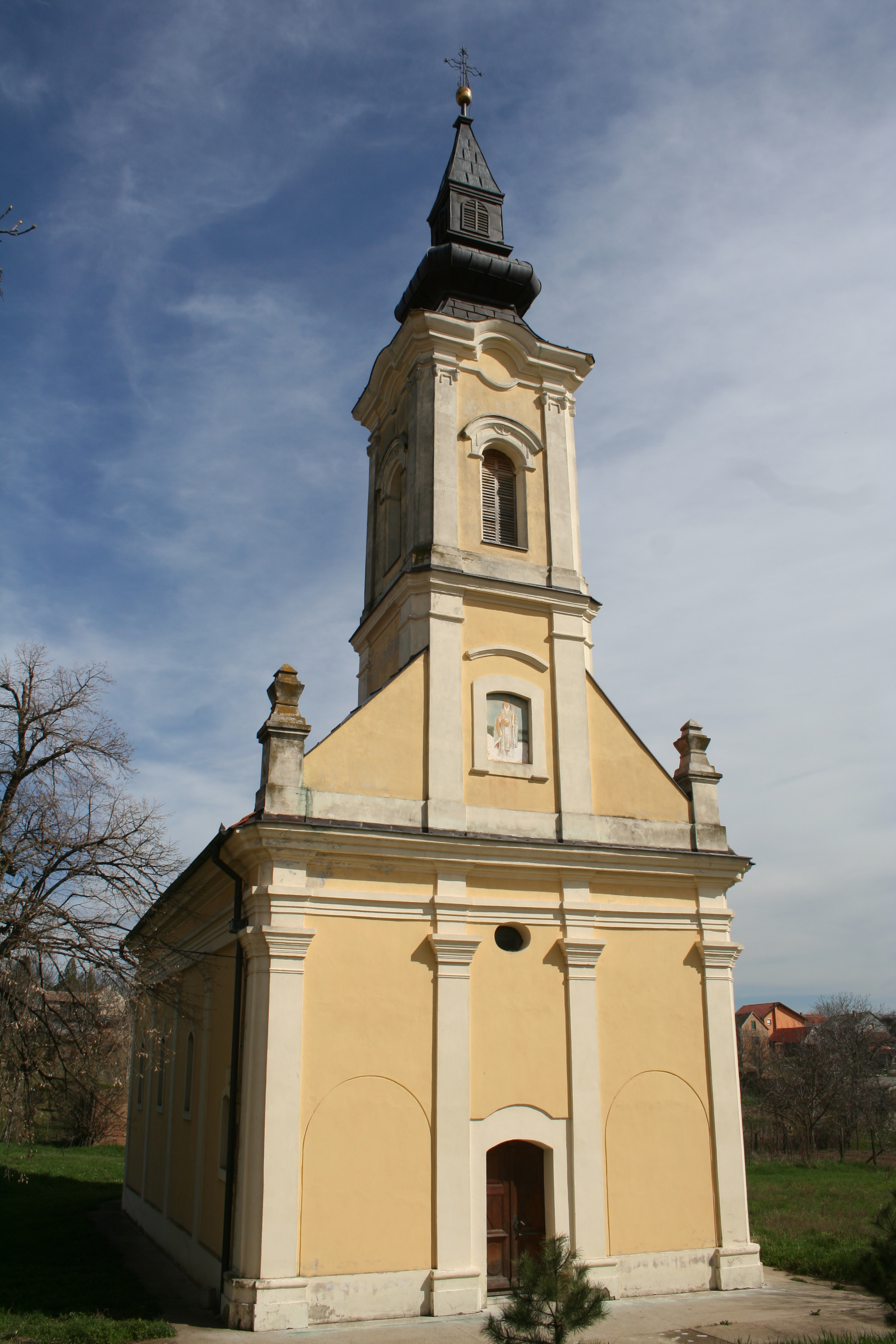
Westfassade der Kirche

Die Kirche stellt ein typisches Beispiel eines serbisch-orthodoxen Gotteshauses aus der Zeit, als dieses Gebiet dem österreichischen Kaiserreich angehörte, dar.
Das einschiffige Kirchengebäude mit einem rechteckigen Grundriss ist mit einer von Innen und Außen halbrunden Altar-Apsis im Osten, einem Satteldach und einem Narthex mitsamt einem an die Westfassade nachträglich angebauten hohen Kirchturm, den eine mehrgeschossige Zwiebelturmkappe krönt, im Stil des Barock erbaut worden.
Die Fassaden sind horizontal durch einen niedrigen Sockel und ein vorspringendes Dachgesims, vertikal durch flache Pilaster mit einfachen Kapitellen und Rundbogenfenster gegliedert. Die Westfassade mit dem Kirchturm ist reicher verziert und wirkt dadurch repräsentativer. Auch ein kleiner Oculus schmückt die Westseite der Kirche. 
Der Haupteingang der Kirche befindet sich an der Westfassade, über dem sich der Kirchturm erhebt. In der Mitte des Kirchturmes an der Westfassade ist in einer Nische eine Patronatsfreske des hl. Nikolaus dargestellt. Auch gibt es einen Nebeneingang an der Südseite der Kirche.
Die Kirche besitzt zwei Kirchenkreuze, eines auf der Spitze des Kirchturmes und das andere am Ostende des Naos. Das Dach ist mit Ziegeln bedeckt. 
Das Kircheninnere wird von der prächtigen, reich verzierten, hohen, mehrstöckigen und mehrtürigen Ikonostase mitsamt Ikonen im Stil des Barock und Rokoko dominiert. Im Kircheninnenraum befinden sich zudem der Gottesmutter- und Bischofsthron, Kronleuchter, in Hellblau gefärbtes und verziertes Chorgestühl, Wandikonen und dekorierte Chorständer. Die Kirche verfügt über einen Chorbalkon (Empore) im westlichen Kirchenschiff. Die Kirchenwände sind mit vielen floralen Ornamenten, steinimitierenden Platten und Wandmalereien von Heiligen geschmückt.